# Jezierzyce (powiat świdwiński)
Jezierzyce (niem. Jeseritz) – wieś w Polsce położona w województwie zachodniopomorskim, w powiecie świdwińskim, w gminie Rąbino.

## Historia
Historia wsi sięga XVI w. była lennem rodu von Zozenow. Następnie od połowy wieku XVII należała do rodu von Manteuffel. W 1735 r. właścicielem był płk. Caspar Heinrich von Stechow a w 1784 r. powróciła do rodu von Manteuffel. W latach 1788–1809 współwłaścicielami majątku byli bracia Johan Friedrich Wilhelm i Christian Heinrich von Manteuffel, a od 1809 r. majątek należał już tylko do pierwszego z braci. Po jego śmierci w 1837 r. dobra przejęła Leontina Ulrika Clotilda von Treskow z domu Manteuffel..